# Infiltrationstaktik
Infiltrationstaktik är en manöver där lätt infanteri kringgår och isolerar fientliga positioner (alltså undviker strid) och fortsätter på djupet av fiendens område varvid tyngre beväpnade styrkor kan anfalla fienden med tyngre vapen. Tanken att anfallande förband kringgår fienden istället för att anfalla har fått stort genomslag i senare militär taktik.
Denna typ av taktik utvecklades av tyskarna under första världskriget och användes av tyska armén bland annat under Operation Michel på västfronten i mars 1918 där s.k. Stosstruppen (stöttrupper eller stormtrupper) sattes in i syfte att upphäva det låsta skyttegravskriget (se Våroffensiven 1918). Beslutsfattning delegerades ner i organisationen och plutonen gjordes till enhet för eld och rörelse. Taktiken blev en taktisk framgång då det visade att det var rätt metod för att införa manöver och rörelse i det låsta skyttegravskriget. Dock saknade tyskarna resurser att omsätta den taktiska framgången till en strategisk framgång. För detta behövdes, bland annat, stridsvagnar.
Taktiken benämns även Hutier-taktik efter den tyske generalen Oskar von Hutier som använde sig av den.
Infiltrationstaktiken blev doktrin i tyska armén under andra världskriget. Infiltrationstaktik kräver skickliga och välutbildade officerare och soldater. Mekaniserade förband med stridsvagnar som tillämpar infiltrationstaktik är en av grundkomponenterna i blixtkrig.
Infiltration som metod i strid har även använts av andra arméer än den tyska även om den inte uttryckligen benämns som "infiltrationstaktik". Exempel är ryskt/sovjetiskt infanteri under både första och andra världskriget samt av Nordvietnams militär under Vietnamkriget. I dessa fall gick taktiken ofta ut på att forcera otillgänglig terräng såsom djungler, träsk eller vidsträckt skog.